# Mineralna volna
Mineralna volna je klasični toplotnoizolacijski material, pogosto uporabljen v gredbeništvu. Pridobiva se iz bazalta in diabaza z dodanim koksom pri temperaturi taljenja, ki je okoli 1600 stopinj Celzija. Vlakna nastanejo tako, da talino razpihajo in počakajo, da se vlakna sesedajo v posebnih komorah, kjer se jim doda vezivo-lepilo. Želeno gostoto mineralne volne dosežemo s počasnejšim ali hitrejšim gibanjem površine, na katero se poseda razpihana talina. Vezivno sredstvo se zaradi toplote polimerizira, zlepi vlakna, izboljša njihovo trdnost in elastičnost.
Mineralna volna je po celotni svoji prostornini nehomogena, na površju ali mestu razreza s prostim očesom lahko vidimo prazna mesta z zrakom, lepilo in strjena vlakna volne. Je zelo razširjeno izolacijsko sredstvo, saj je toplotna prevodnost med 0.035 in 0.045W/m2K, kar jo uvršča med najboljše toplotne izolatorje. Dobra toplotna izolativnost pa ni edina, morda tudi ne glavna prednost kamene volne. Kamena volna je eden izmed najbolj paraprepustnih izolativnih materialov in ima koeficient paraprepustnosti μ = 1. To je bistveno več od ostalih izolativnih materialov, ki jih sicer poznamo (npr. stiropor, Silber Reflex, grafitni stiropor, ...). Hkrati je kamena volna eden izmed redkih izolativnih materialov, ki je hkrati tudi negorljiv. Sodi namreč v najvišji razred negorljivosti A1, kar jo uvršča med materiale, kot so beton, opeka in jeklo.

## Prednosti mineralne volne
- majhna toplotna prevodnost,
- kemično nevtralna vlakna brez vonja,
- temperaturno odporna, ker ima visoko tališče,
- ne gori,
- je tudi zvočni izlolator,
- široko uporabna,
- ni predrag material.

## Slabosti mineralne volne
- slaba razgradljivost,
- ko se navlaži, se močno poveča toplotna prevodnost, zato morata biti skladiščenje in transport pod nadzorom,
- pri delu z mineralno volno moramo upoštevati stroge varnostne ukrepe (posledično povečani stroški), saj lahko  povzroči resne zdravstvene težave, če pride v stik z očmi in dihali.

1. ↑  Miklavčič, M. (27. april 2021). »Kamena volna – Cenik & karakteristike kamene volne«. Stireks.si. Gradbena Trgovina Stireks d.o.o. Pridobljeno 27. aprila 2021.